# Dorami i els set doraemons
Dorami & Doraemons: Robot gakkō nanafushigi!? (ドラミ&ドラえもんズ ロボット学校七不思議！？, Dorami & Doraemonzu - Robotto gakkō nanafushigi!?) és un migmetratge del 1996 dirigit per Yoshitomo Yonetani.
El migmetratge està ambientat a l'escola on Doraemon i els altres gats robots són entrenats, i és protagonitzat per Dorami i els "Doraemons".

## Trama
Ha arribat el moment que Dorami, la germana de Doraemon, es gradue a l'escola de gats robot. Tanmateix, un vent misteriós xupla Doraemon i el director de l'escola. Sola, Dorami decideix utilitzar la targeta d'amistat del seu germà per a trucar al grup de Doraemons i demanar-los ajuda.

## Distribució
El curt es va mostrar per primera vegada als cinemes japonesos el 2 de març de 1996, juntament amb Doraemon: Nobita to ginga express.
Va emetre's en À Punt el 27 d'agost del 2023.